# North Cyprus Cycling Tour
O North Cyprus Cycling Tour é uma carreira ciclista por etapas chipriota organizada no mês de fevereiro no Chipre do Norte. Esta prova de envergadura internacional está aberta aos corredores profissionais e aficionados.
A competição foi criada pela Federação Chipriota de Ciclismo em 2016, com a bênção do representante do Estado Norte-Chipriota Mustafa Akıncı, com o fim de promover o ciclismo e as paisagens do território.

## Palmarés
| Ano  | Ganhador       | Segundo          | Terceiro          |
| ---- | -------------- | ---------------- | ----------------- |
| 2016 | Nikita Stalnov | Stefan Hristov   | Matvey Nikitin    |
| 2017 | Ahmet Örken    | Yevgeniy Gidich  | Vitaliy Buts      |
| 2018 | Jon Božič      | Gašper Katrašnik | Cristian Raileanu |